# Stereomyxida
Ordre
Les Stereomyxida sont un ordre d'amibozoaires (amibes) marins de la classe des Variosea.

## Liste des familles
Selon AlgaeBase (26 février 2025) :
- Corallomyxidae F.C.Page, 1987
- Stereomyxidae Grell, 1966

## Systématique
Le nom valide complet (avec auteur) de ce taxon est Stereomyxida F.C.Page, 1976.
The Taxonomicon (26 février 2025) renvoie les Stereomyxida aux Varipodida Cavalier-Smith, 2004.